# Critzum
Critzum is een klein kerkdorp in het Duitse deel van het Reiderland. Het ligt op de zuidoever van de Eems. Bestuurlijk maakt het deel uit van de gemeente Jemgum.
Midden op de cirkelvormige Warft staat de dorpskerk uit de 13e eeuw.
- Virtual International Authority File: 246300457